# Myospila flavipennis
Myospila flavipennis este o specie de muște din genul Myospila, familia Muscidae. A fost descrisă pentru prima dată de Malloch în anul 1928. Conform Catalogue of Life specia Myospila flavipennis nu are subspecii cunoscute.